# Schnauzer miniatura
El Schnauzer miniatura és una derivació del schnauzer estàndard, sorgit a Alemanya en la segona meitat del segle xix. Aquesta raça és, probablement, resultat de l'encreuament d'un Schnauzer estàndard amb alguna de les races més petites, com els caniches, els pinscher miniatura o els affenpinscher.

## Història
El schnauzer es va originar a finals dels anys 1880 en granges alemanyes per combatre els rosegadors, com a companyia d'egües i cavalls, així per ser un alerta i intel·ligent companyia de les famílies. El pelatge tant de les barbes com de les potes té una funció des dels seus orígens, ja que els serveix com a camuflatge per despistar als rosegadors, que mosseguen el pelatge assumint que és la pell de l'animal. El tall d'orelles i de cua igualment va compartir aquest mateix propòsit, ja que les rates fàcilment podien mossegar als schnauzer en aquestes extremitats.

## Descripció
Els Schnauzer miniatura són molt particulars en la seva aparença. Compactes i musculosos, presenten una complexió quadrada (la seva amplada i longitud mesuren gairebé el mateix). Tenen barba llarga, celles poblades i pèl llarg en els peus. Les orelles i la cua, normalment, se'ls talla. En alguns països s'ha prohibit el tall d'aquestes extremitats, ja que es considera que els gossos utilitzen el moviment d'aquestes parts per expressar estats d'ànim i altres complicades interaccions dins del ramat.

## Característiques

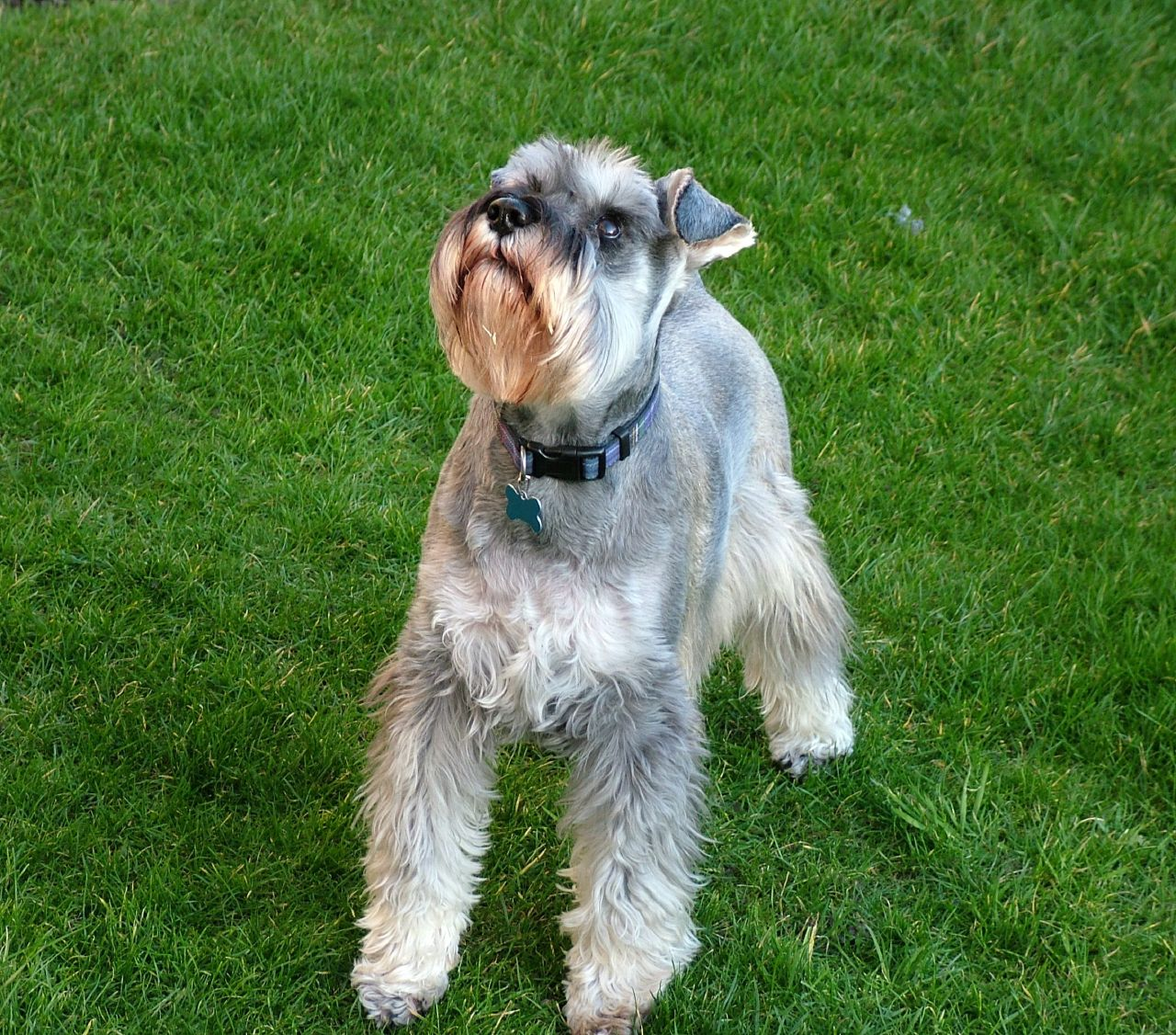
Shnauzer miniatura.

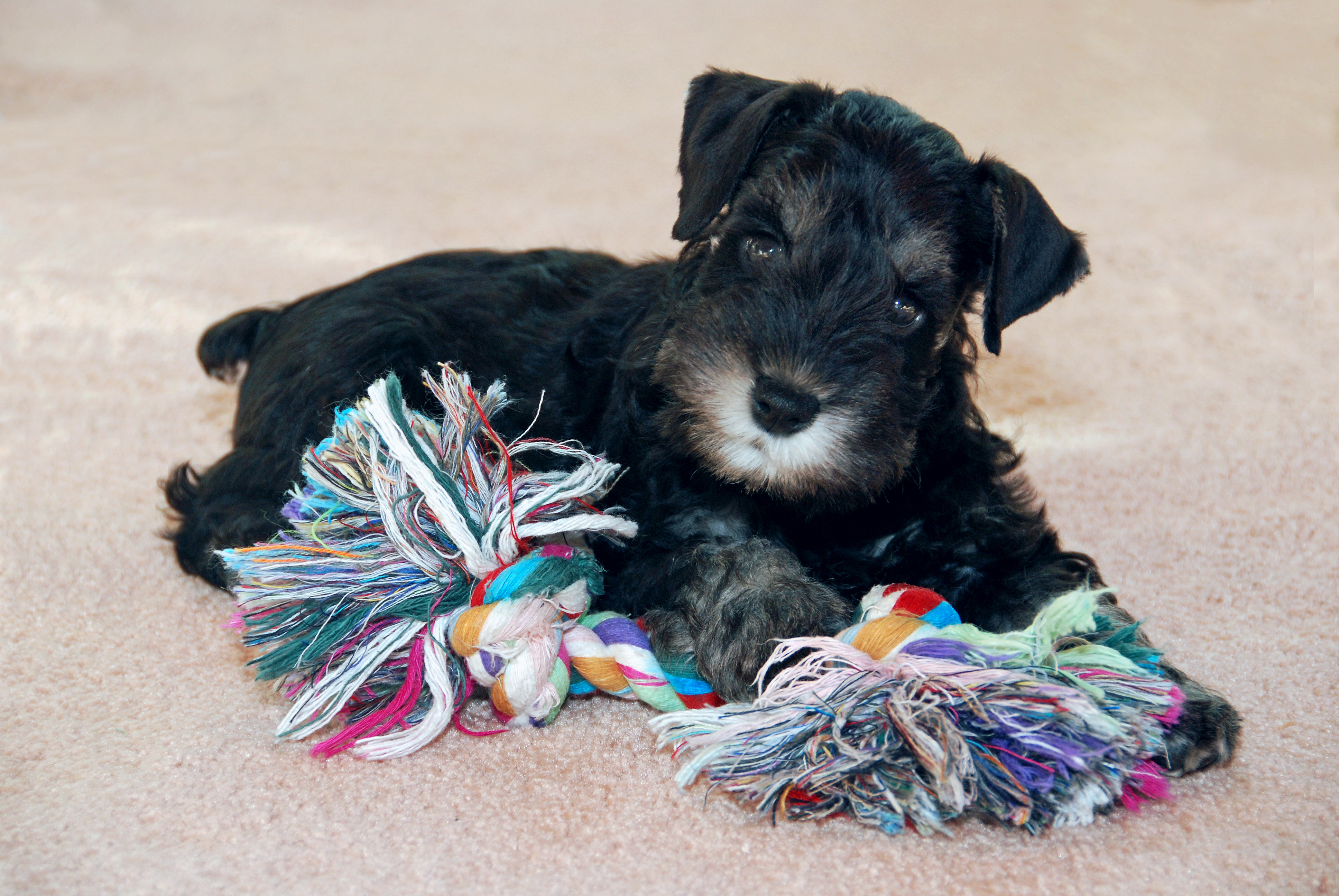
Cadell de Schnauzer miniatura.

Les seves característiques són semblants a les del seu "parent" gegant. La seva mida més petita, li confereix major aparença de compacte i solidesa. El cap és bastant llarg, el tronc molt recollit, les extremitats són fortes i potents, té un aspecte general de gran vitalitat que denota intel·ligència i atenció. El pèl és duríssim, que pot definir-se com de "filferro", necessita un adequat stripping que consisteix a arrencar a mà (en les èpoques de l'any en què el pèl "està mort") amb l'ajuda d'un ganivet especial. L'esquilat efectuat amb màquina, no només no està permès pel que fa a les exposicions, sinó que provoca una degradació del pèl que amb el passar del temps perd la seva duresa i aspror.
El seu pelatge ha de ser tallat cada mes, ja que no muden. Per això, hi ha qui recomanen aquesta raça i altres races com els caniches per les persones amb asma i les que pateixen d'alguna al·lèrgia respiratòria perquè no deixen anar la quantitat de pelatge com altres races.
L'American Kennel Club USA, Canadian Kennel Club Canadà, Australian National Kennel Council ANKC Austràlia i The Kennel Club del Regne Unit reconeixen els quatre colors: blanc, negre, sal i pebre, i plata.

## Colors
- Negre sòlid
- Blanc neu
- Sal i pebre
- Negre amb plata (Black&Silver)
- Plata (Silver)

Entre criadors comercials es reprodueix el color blanc. Aquest color ha aparegut en línies d'exposició des del 1920. Aquest color va ser eliminat per la criança selectiva, ja que seria fàcilment percebut en la nit pels rosegadors i aniria en contra de la funció zootècnica que va originar la raça. El blanc ha reaparegut actualment per criadors que no són membres dels clubs oficials que estableixen l'estàndard de puresa racial en països no membres de la Federació Cinològica Internacional. L'aparició del blanc ha propiciat qüestionaments sobre encreuaments clandestins amb altres races per adquirir el color blanc de manera inescrupulosa. No obstant això, la FCI (Federació Cinològica Internacional), amb 83 països membres, recentment va reconèixer la varietat de color blanc com a part de l'estàndard de la raça; ja que és possible que el Schnauzer de color blanc pugui ser un dels originals. La FCI no permet l'encreuament entre varietats de color, cosa que ha esdevingut un retrocés per millorar les varietats de color blanc, negre i negre platejat, ja que la majoria dels criadors que segueixen l'estàndard de perfecció racial de la raça es concentren en la varietat sal i pebre.
La seva alçada és de 30.5 a 38 centímetres en creu i l'estàndard de perfecció racial no especifica el pes. Generalment de 4.5 a 7 quilograms) i s'ha de vigilar el sobrepès, ja que tenen tendència a diabetis.
Els criadors ètics planegen acuradament els encreuaments per eliminar cataractes, defectes de les còrnies, pedres al ronyó, malalties del fetge, del cor, diabetis, quists i recentment miotonia. D'aquí una de les raons per les quals és recomanable adquirir una mascota d'un criador que competeixi amb els seus exemplars d'encreuament en el ring d'exposició per avaluar la qualitat del seu programa de criança, ja que aquests ajuden a la salut del patrimoni genètic. El propòsit de ring d'exposició és avaluar si reproduir aquest exemplar seria meritori per avançar cap al schnauzer descrit en l'estàndard a la perfecció racial. Els criadors d'exposició comunament retenen un exemplar de la ventrada per al seu programa de criança i la resta és col·locat entre els que no desitgen exhibir sinó busquen un schnauzer per enriquir les seves vides. Aquests exemplars són col·locats amb contractes d'esterilització, ja que la immensa majoria dels schnauzers no han de ser reproduïts i d'aquesta manera es preserva i es protegeix la raça.

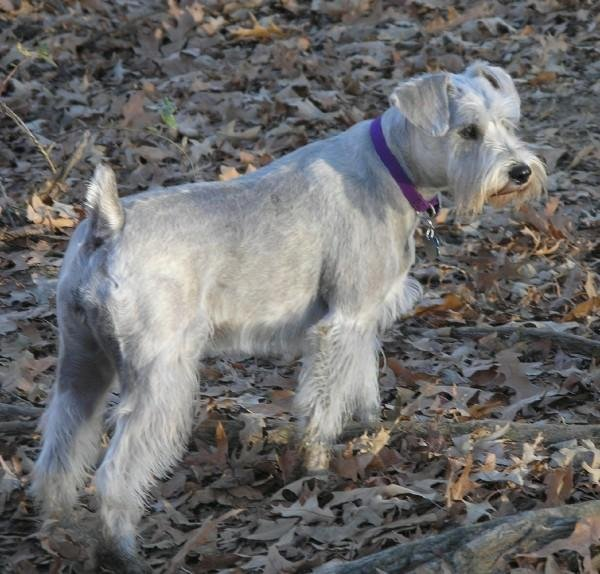
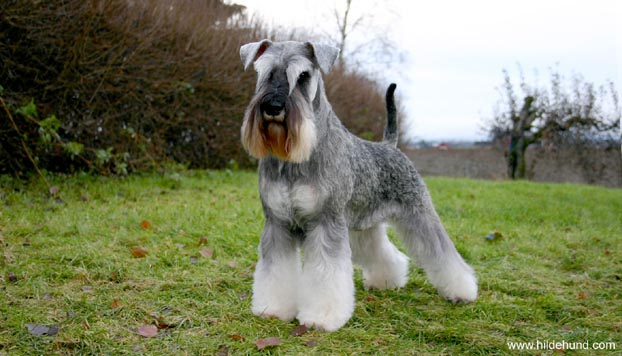
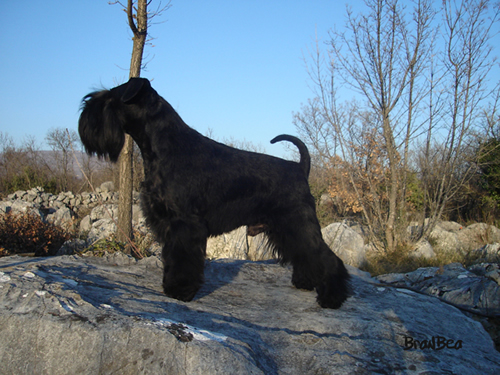
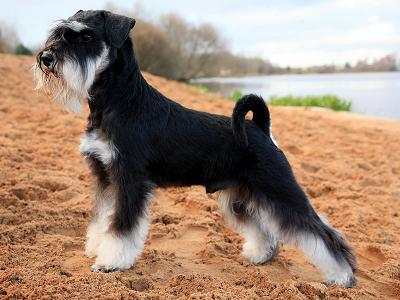
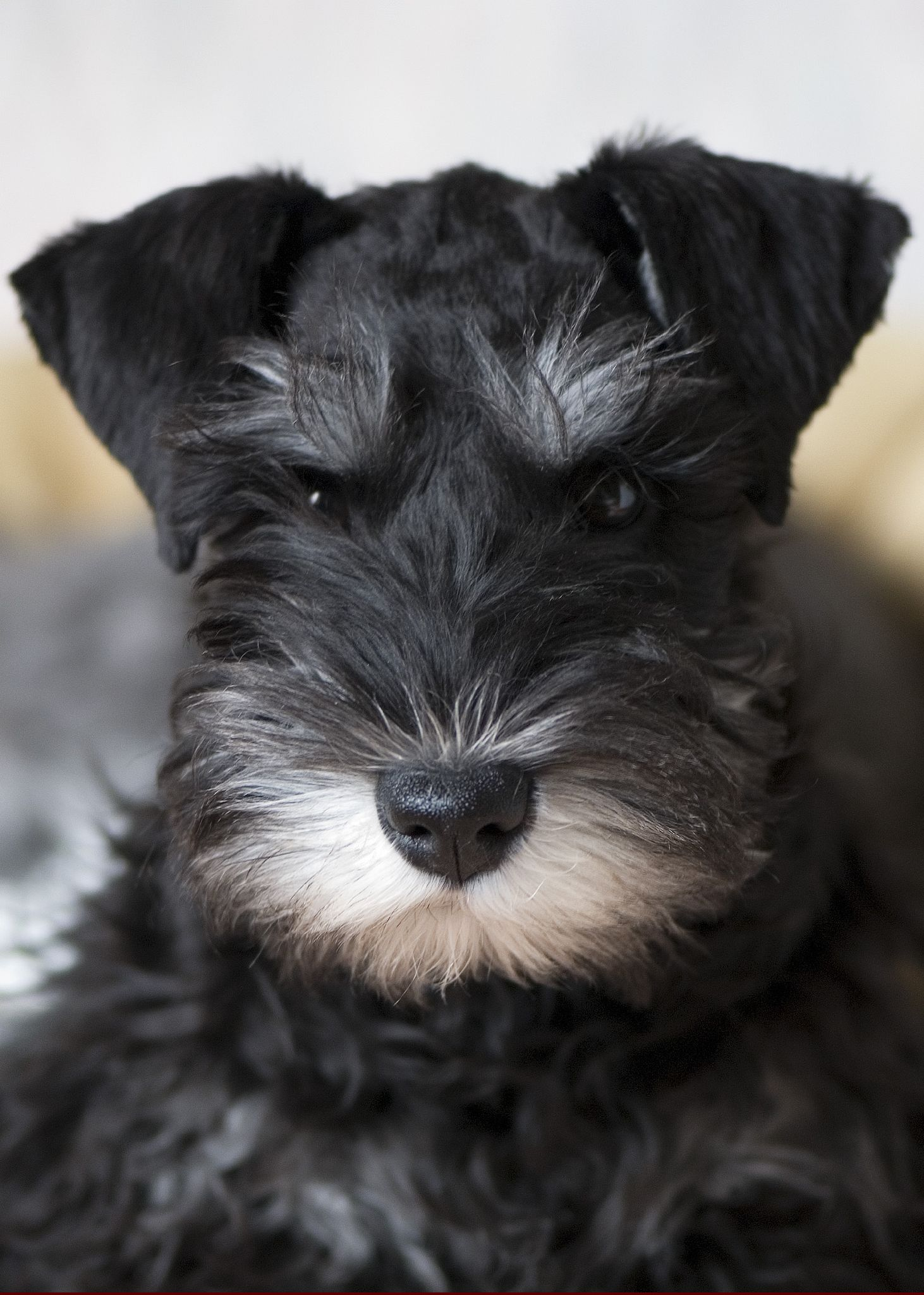
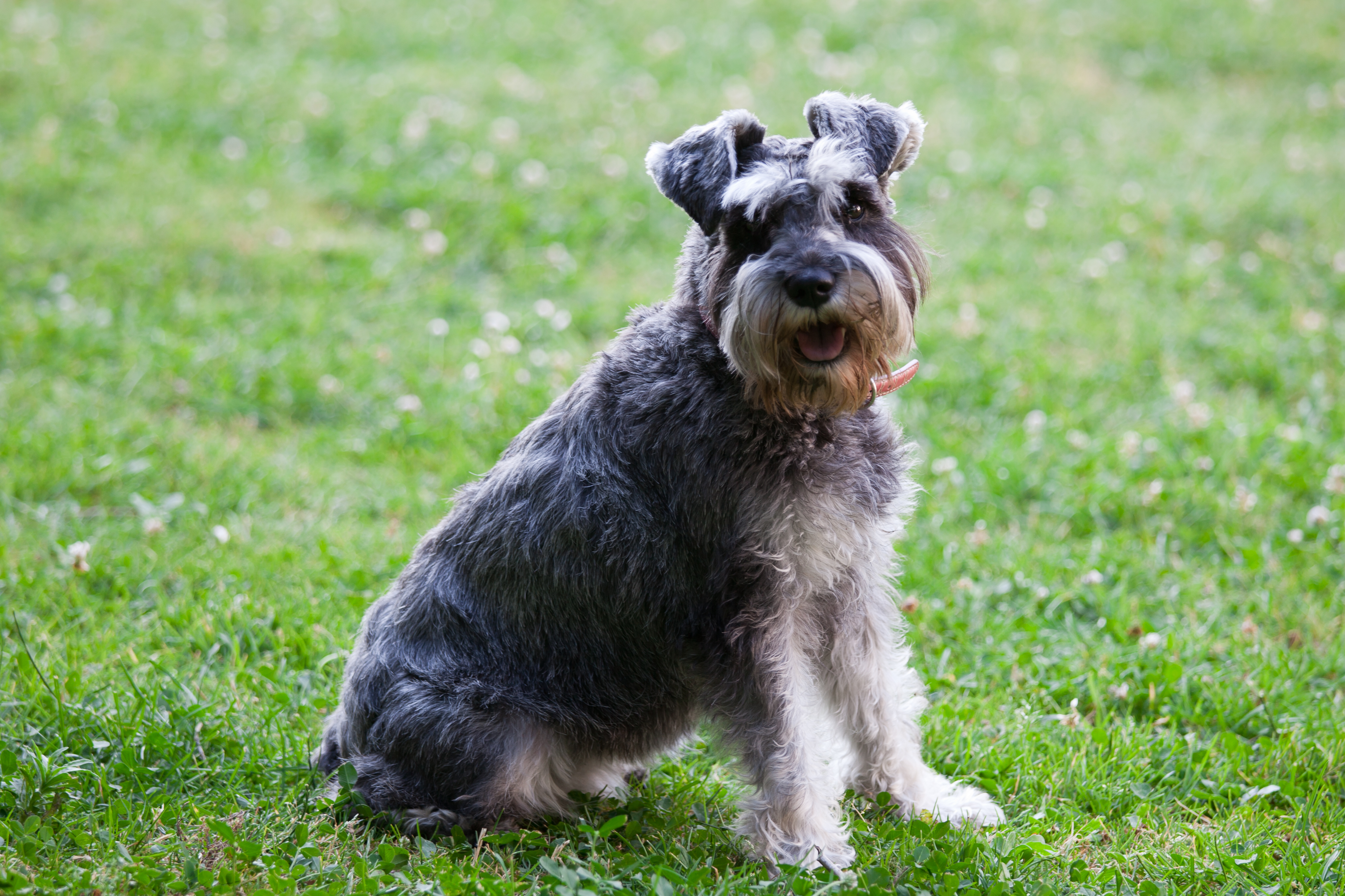
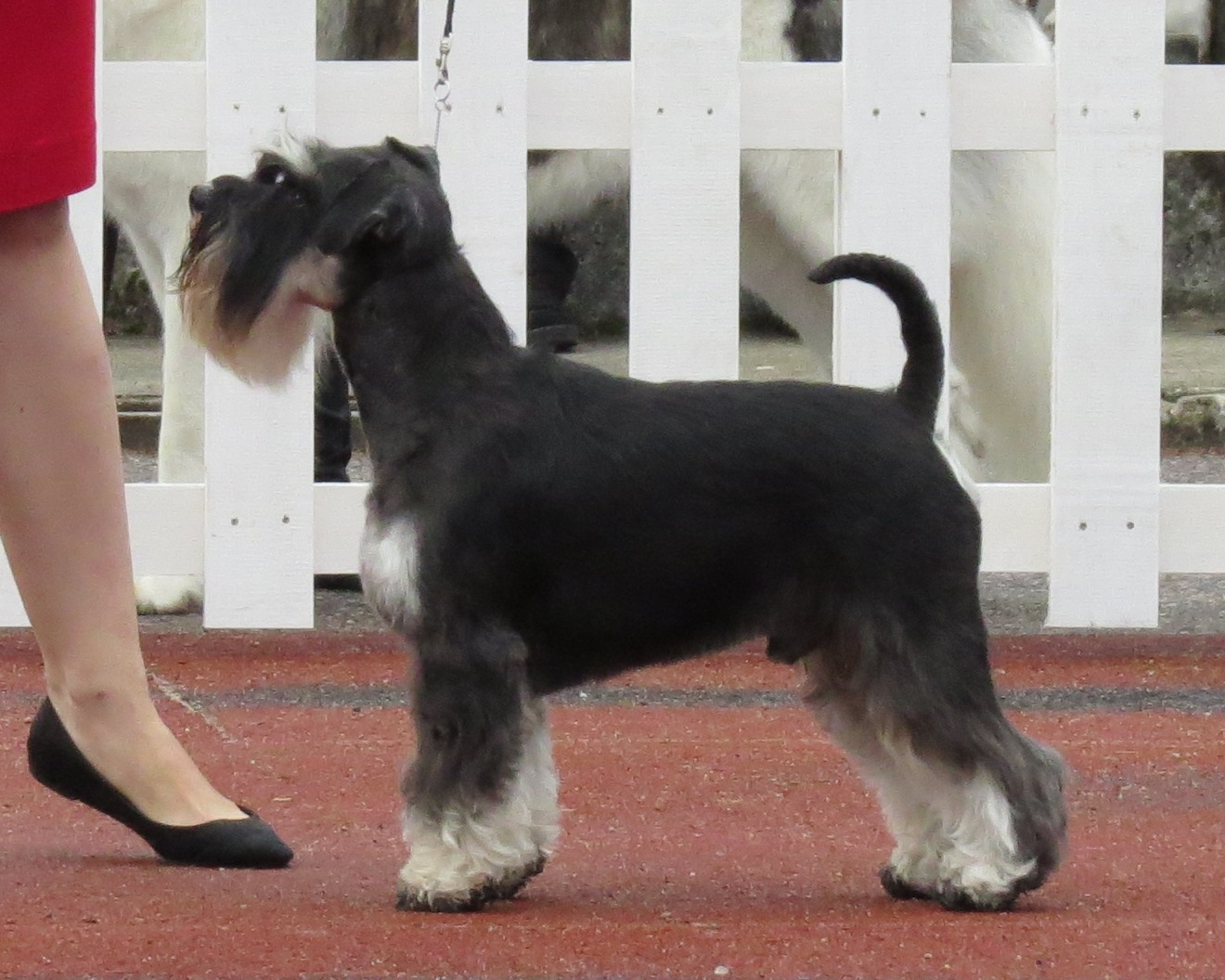
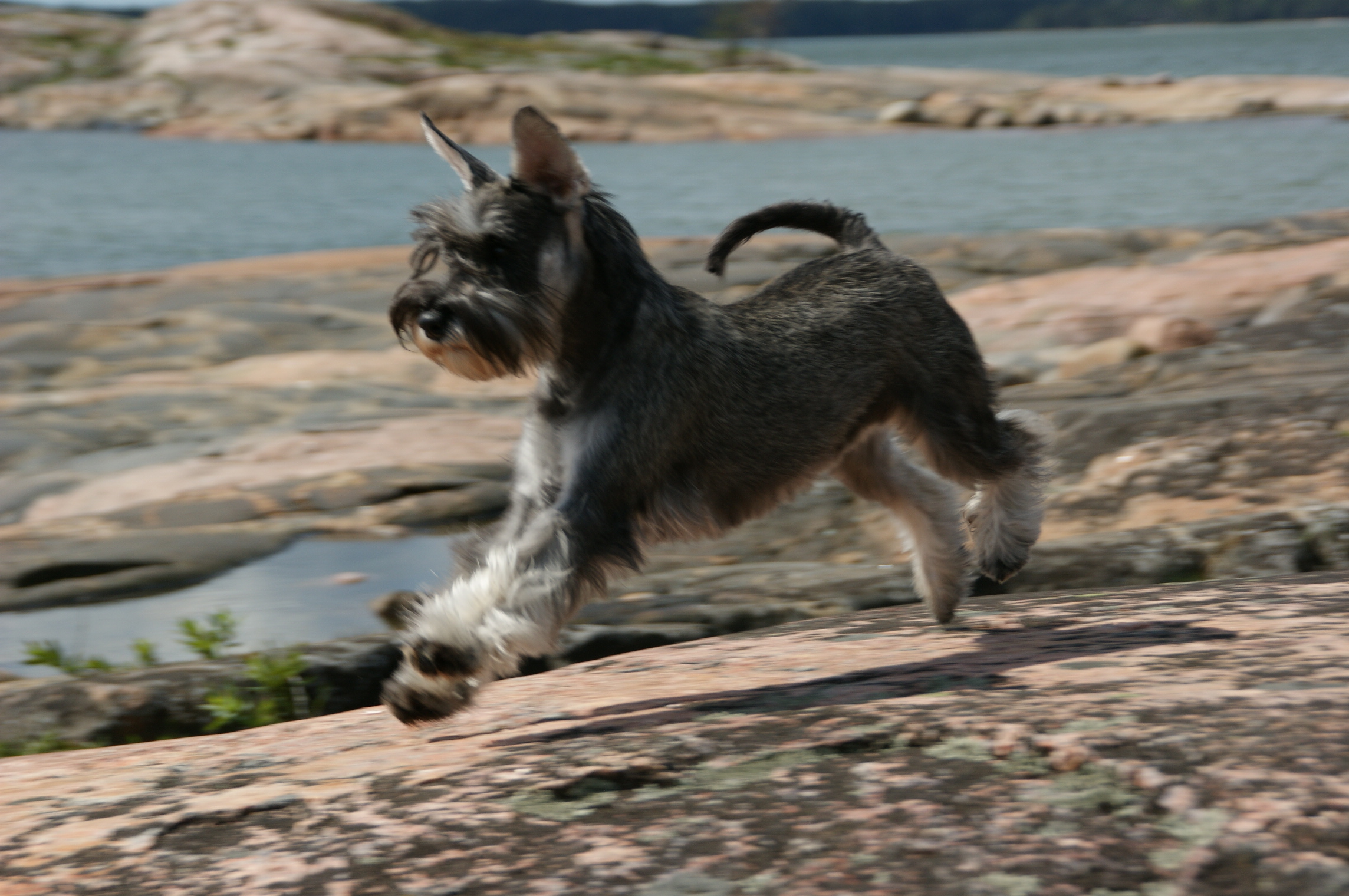

## Temperament
Els Schnauzers miniatura són coneguts per la seva personalitat d'alerta i amistosa. També són intel·ligents i tendeixen a deprimir-se si són ignorats per part de la seva família humana. Són lleials amb els seus amos i de vegades, fins i tot, dependents.
Els Schnauzers miniatura són excel·lents com a guardiants, com a protectors de la seva llar. Les seves habilitats caçant rosegadors, buscant tòfones o com a companyia d'altres animals fan a qualsevol amant de la raça.
És considerada la dotzena raça amb major capacitat d'aprenentatge, la qual cosa vol dir que aprenen ordres de manera ràpida i eficaç. Normalment, segons aquesta classificació mundial, necessiten entre 5 i 10 repeticions per entendre el que pretenem ensenyar-los. És erroni considerar-la una de les races "més intel·ligents", ja que la "intel·ligència" com a tal ve determinada per moltes altres característiques que tenen tant a veure amb cada gos en particular com amb la raça en general.
Tenen un temperament afable i molt protector, han de ser ben educats i socialitzats des de cadells perquè acceptin a estranys i a altres gossos enfront dels seus amos.
Moltes vegades entenen el que se'ls demana, però és qüestió de temps que aprenguin.

## Curiositats
En principi eren gossos aligots procedents d'Alemanya. No se'ls tenia com a gossos casolans, després de la Segona Guerra Mundial se'ls va començar a atorgar aquesta condició
Hi ha una variant d'aquesta raça anomenada 'Ispirichis ", nascuda de l'encreuament amb races del nord d'Espanya, aquesta espècie és pràcticament idèntica als altres schnauzer miniatura, l'única diferència és que tenen un pelatge més dens i atapeït. Actualment en queden menys de 50 exemplars, tots es troben al litoral gallec al nord-oest d'Espanya. Mai n'hi ha hagut un gran nombre registrat i no se'n pretén conservar la raça, ja que no té un valor especial, per això els experts canins no li donen a l'Ispirichis una esperança major de 100 anys abans de la seva extinció.